# AKB48の牛舌GIRLS
『AKB48の牛舌GIRLS』（エーケービーフォーティエイトのべこたんガールズ）は、2014年（平成26年）4月6日から同年9月28日まで、日曜14時25分 - 14時55分に仙台放送で放送されていたバラエティ番組。

## 概要
東北地方で初めてとなるAKB48の冠番組。AKB48メンバーが宮城県内を走りまわり、宮城さらには東北を盛り上げるためにロケに挑む。東北の人達の心を掴み、東北発のトップアイドルを目指す。

## 出演者
- AKB48
- アルコ&ピース（ゲストMC）
- AD中川亮（番組アシスタント・ディレクター）
- ADサトウ（番組アシスタント・ディレクター）
- インスタントジョンソン（第15・19回ゲスト）
- 高橋郁丸（新潟妖怪研究所所長 - 第16・17回ゲスト）[2]
- 藤田淳平（番組メディアプロデューサー - 第20回審査員[注 1]・第25回[注 2]）

## 放送日程
| 回 | 放送日時      | 出演メンバー                                                                                   | 企画内容 | 訪問先                                                                                         |
| -- | ------------- | ---------------------------------------------------------------------------------------------- | --- | ---------------------------------------------------------------------------------------------- |
| 1  | 2014年 4月6日 | 岩田華怜、小嶋菜月 佐藤すみれ、名取稚菜 森川彩香                                               | アリオ仙台泉に客を集める会議 | アリオ仙台泉                                                                                   |
| 2  | 4月13日       | 岩田華怜、小嶋菜月 佐藤すみれ、名取稚菜 森川彩香                                               | アリオ仙台泉に客を集める会議 アリオ仙台泉に客を集めてご挨拶                                                                                              | アリオ仙台泉                                                                                   |
| 3  | 4月20日       | 岩田華怜、小嶋菜月 松井咲子                                                                    | 東北で愛されるため東北を知ろう ご当地常識クイズでお勉強 牛舌ガールズコレクションNo.1（No.1）                                                             | 牛正仙台店                                                                                     |
| 4  | 4月27日       | 岩田華怜、小嶋菜月 松井咲子                                                                    | ご当地常識クイズで東北を学ぶ 正解者2名は絶品グルメ! 牛舌ガールズコレクション（No.2・No.3）                                                               | 牛正仙台店                                                                                     |
| 5  | 5月4日        | 岩田華怜、小嶋菜月 松井咲子                                                                    | ご当地常識クイズで東北を学ぶ 正解者2名は絶品グルメ! 牛舌ガールズコレクション（No.4） ご当地復習常識クイズで東北をおさらい 勝っても負けても笹かまぼこ     | 愚三昧 菜る海 三居沢不動尊                                                                     |
| 6  | 5月11日       | 岩田華怜、小嶋菜月 前田亜美                                                                    | AKB48選抜総選挙直前!緊急企画 選抜入り応援プロジェクト始動 牛舌ガールズコレクション（No.5・特別編） ポスター貼り争奪!早食い対決                           | Petit Vert                                                                                     |
| 7  | 5月18日       | 岩田華怜、小嶋菜月 前田亜美                                                                    | 選抜入り応援プロジェクト 暗号を解け!ポスター早貼り対決 牛舌ガールズコレクション（No.6・No.7）                                                            | 仙台城跡 ゴントランシェリエ                                                                    |
| 8  | 5月25日       | 岩田華怜、小嶋菜月 前田亜美                                                                    | 選抜入り応援プロジェクト ゴールを決めろ!ポスター早貼り対決 牛舌ガールズコレクション（No.8・No.9）                                                        | ワッセ仙台                                                                                     |
| 9  | 6月1日        | 岩田華怜、小嶋菜月 伊豆田莉奈                                                                  | 1週間後に迫る選抜総選挙で勝つ!! 最後のあがき パワースポット巡り                                                                                          | 大崎八幡宮 とんかつ処 岩松                                                                     |
| 10 | 6月8日        | 岩田華怜、小嶋菜月 伊豆田莉奈                                                                  | AKB48選抜総選挙 知られざるもう1つの物語 W杯直前!ブラジルに届け! 6月15日コートジボアール前哨戦!                                                           | 焼肉アンフィニ                                                                                 |
| 11 | 6月15日       | 岩田華怜、小嶋菜月 伊豆田莉奈                                                                  | 緊急企画!番組大赤字の為 出演者1名が本日卒業SP W杯直前!ブラジルに届け! 6月20日ギリシャ前哨戦!                                                             | -                                                                                              |
| 12 | 6月22日       | 岩田華怜、小嶋菜月 伊豆田莉奈                                                                  | 東北で愛されるため東北を知ろう ご当地常識クイズでお勉強 第2弾 W杯直前!ブラジルに届け! 6月25日コロンビア前哨戦!                                           | ちそう亭 別館                                                                                  |
| 13 | 6月29日       | 岩田華怜、小嶋菜月 伊豆田莉奈                                                                  | 東北で愛されるため東北を知ろう ご当地常識クイズでお勉強 第2弾 ご当地常識クイズ東北を学ぶ 正解者2名は絶品グルメ!                                          | ちそう亭 別館 八木山ベニーランド                                                               |
| 14 | 7月6日        | 岩田華怜、小嶋菜月 伊豆田莉奈                                                                  | 急遽企画変更 行方不明AD佐藤を探せ! 最終ステージ前に八木山動物園を観光! ご当地常識クイズで東北を学ぶ 最終ステージおさらいクイズ                           | 八木山ベニーランド 八木山動物園                                                                |
| 15 | 7月13日       | 岩田華怜、小嶋菜月                                                                             | 今年の総選挙で惨敗の岩田&小嶋 反省会をして来年は選抜に入るぞ!! 総選挙に落選した岩田&小嶋の熱いエール! 牛舌我武者羅應援団                                 | 焼肉アンフィニ                                                                                 |
| 16 | 7月20日       | 岩田華怜、小嶋菜月 名取稚菜                                                                    | 東北の妖怪について詳しくなろう! みんなは分かるかな?妖怪常識クイズ サッカーW杯連動企画 牛舌ジャパン vs 世界（ギリシャ）                                   | 八木山ベニーランド                                                                             |
| 17 | 7月26日       | 岩田華怜、小嶋菜月 名取稚菜                                                                    | 子供人気を獲得せよ! 妖怪なりきり対決 牛舌ガールズコレクション（牛舌ダンスバトル1 - コサック・ダンス）                                                    | 八木山ベニーランド                                                                             |
| 18 | 8月3日        | 小嶋菜月、前田亜美 岩田華怜                                                                    | ベガルタ仙台から緊急オファー 始球式で2万人を盛り上げて!! サッカーW杯連動企画 牛舌ジャパン vs 世界（ブラジル）                                            | ユアテックスタジアム仙台                                                                       |
| 19 | 8月10日       | 小嶋菜月、前田亜美                                                                             | Jリーグベガルタ仙台から緊急オファー 始球式&トークショーで盛り上げて!!                                                                                    | ワッセ仙台 ユアテックスタジアム仙台                                                            |
| 20 | 8月17日       | 岩田華怜、小嶋菜月 名取稚菜                                                                    | 子供人気を獲得せよ! オリジナル妖怪総選挙 牛舌ガールズコレクション（牛舌ダンスバトル2 - サンバ）                                                          | イオンスーパーセンター鈎取店 阿部蒲鉾店                                                        |
| 21 | 8月24日       | 小嶋菜月、前田亜美                                                                             | ベガルタ企画第二章 ～始球式の後に起きた事件～ 人気グルメ 1位を当てなきゃ帰れまセンター!!                                                                 | ユアテックスタジアム仙台                                                                       |
| 22 | 8月31日       | 他のアイドルじゃ やんないよ! 牛舌GIRLSガッツシーン総選挙! よく見りゃけっこう頑張ってるじゃんSP | 他のアイドルじゃ やんないよ! 牛舌GIRLSガッツシーン総選挙! よく見りゃけっこう頑張ってるじゃんSP                                                           | 他のアイドルじゃ やんないよ! 牛舌GIRLSガッツシーン総選挙! よく見りゃけっこう頑張ってるじゃんSP |
| 23 | 9月7日        | 小嶋菜月、名取稚菜                                                                             | 企業オファーシリーズ第1弾 リサイクル工場を宣伝せよ! スクラップされず嫌い王決定戦                                                                         | 株式会社青南商事                                                                               |
| 24 | 9月14日       | 小嶋菜月、名取稚菜 岩田華怜                                                                    | 企業オファーシリーズ第2弾 大学のCMを作って欲しい! 牛舌ガールズコレクション （牛舌ダンスバトル3 - クラシックバレエ、牛舌ダンスバトル4 - チアダンス）      | 東北文化学園大学                                                                               |
| 25 | 9月21日       | 小嶋菜月、名取稚菜 前田亜美                                                                    | 企業オファーシリーズ第3弾 キャンペーンポスターを作って! 小嶋vs名取 ファッションコーディネート対決 史上初!番組終了を早朝報告!! 来週で最終回寝起きドッキリ | EBeanS バリュー・ザ・ホテル名取                                                                |
| 26 | 9月28日       | 小嶋菜月、中西智代梨 前田亜美、岩田華怜                                                        | 史上初!番組終了を早朝報告!! 本日で最終回寝起きドッキリ アイドル界に残る伝説を達成し仙台に爪痕を残そう!!                                                  | バリュー・ザ・ホテル名取 仙台ハイランド遊園地                                                  |